# John Lynch (giocatore di football americano)
John Terrence Lynch Jr. (Hinsdale, 25 settembre 1971) è un ex giocatore di football americano e dirigente sportivo statunitense che svolge il ruolo di general manager dei San Francisco 49ers della National Football League (NFL). Giocò nel ruolo di strong safety per la maggior parte della carriera con i Tampa Bay Buccaneers. Fu scelto nel corso del terzo giro (82º assoluto) del Draft NFL 1993 dai Tampa Bay Buccaneers. Al college ha giocato a football alla Stanford University.
Convocato per nove Pro Bowl, Lynch vinse un anello del Super Bowl coi Buccaneers nel Super Bowl XXXVII. Giocò anche con Denver Broncos e New England Patriots prima di ritirarsi nel 2008. È stato classificato al numero 10 nella serie di NFL Films "Top 10 Most Feared Tacklers" di NFL Network, una lista che comprendeva Dick Butkus, Lawrence Taylor, Jack Tatum, Ronnie Lott e Jack Lambert. Nel 2021 è stato introdotto nella Pro Football Hall of Fame.

## Carriera da giocatore

### Tampa Bay Buccaneers
Lynch fu scelto nel corso del giro del Draft 1993 dai Tampa Bay Buccaneers, rimanendovi per undici stagioni. Al suo arrivo, i Buccaneers erano una delle peggiori squadre della lega; i suoi primi tre anni furono gli ultimi di una striscia negativa da record per stagioni consecutive con almeno 10 sconfitte. John tuttavia fu un giocatore chiave della aggressiva difesa della squadra soprannominata Tampa 2 nella fine degli anni novanta e nell'inizio degli anni 2000. Nel 2002, Lynch contribuì alla vittoria del primo Super Bowl della storia della franchigia battendo gli Oakland Raiders.
Lynch fu svincolato dai Buccaneers dopo la stagione 2003 per problemi con il salary cap.

### Denver Broncos
Lynch firmò un contratto come free agent coi Denver Broncos prima della stagione 2004, malgrado fosse stato corteggiato dai New England Patriots. Nella stagione 2005 arrivò a un passò dal disputare il suo secondo Super Bowl ma i Broncos furono sconfitti dai Pittsburgh Steelers nella finale della AFC.
Lynch fu il capitano della difesa dei Broncos nel 2006 e nel 2007. Il 31 luglio 2008 fu svincolato.

### New England Patriots
Lynch il 13 agosto 2008 firmò un contratto annuale del valore di 1,5 milioni di dollari coi New England Patriots ma il 1º settembre fu svincolato. Il 17 novembre 2008 annunciò il suo ritiro. Sei giorni dopo firmò un contratto come commentatore televisivo con la rete Fox.

## Carriera da dirigente
Dopo una carriera come commentatore televisivo, il 29 gennaio 2017, Lynch fu nominato general manager dei San Francisco 49ers.

## Palmarès

### Franchigia
- Super Bowl : 1

Tampa Bay Buccaneers: XXXVII
- National Football Conference Championship: 1

Tampa Bay Buccaneers: 2002

### Individuale
- Convocazioni al Pro Bowl: 9

1997, 1999, 2000, 2001, 2002, 2004, 2005, 2006, 2007
- All-Pro: 4

1999, 2000, 2001, 2002
- Defensive back dell'anno NFL Alumni: 1

2000
- Tampa Bay Buccaneers Ring of Honor
- Denver Broncos Ring of Honor
- Pro Football Hall of Fame (classe del 2021)

## Statistiche
| Tackle totali  | 1.058 |
| Sack           | 13,0  |
| Intercetti     | 26    |
| Fumble forzati | 10    |